# (674) Рашель
(674) Рашель (итал. Rachele) — астероид главного пояса, который относится к спектральному классу S. Он был открыт 28 октября 1908 года немецким астрономом Карлом Вильгельмом Лоренцем в Обсерватории Хайдельберг-Кёнигштуль. Назван в честь жены итальянского астронома Эмилио Бьянки. Тиссеранов параметр относительно Юпитера — 3,210.